# Llewellyn Lloyd

a Compétitions nationales et continentales officielles uniquement.

b Matchs officiels uniquement.
George Llewellyn Lloyd, né le 26 février 1877 à Newport et mort 1er août 1957 dans la même ville, est un joueur gallois de rugby évoluant au poste de demi d'ouverture pour le pays de Galles.

## Biographie
Né à Newport, Llewellyn Lloyd commence à jouer au rugby à XV avec le Newport RFC. Il dispute son premier test match à seulement 18 ans le 14 mars 1896 contre l'équipe d'Irlande au poste de demi d'ouverture, et son dernier test match également contre l'équipe d'Irlande le 14 mars 1903. Il joue 12 matchs, il inscrit 3 essais. Il fait partie de l'équipe victorieuse de la triple couronne 1900 et de celle de 1902. Il est le capitaine contre l'Écosse en 1903. Avec Newport il est le capitaine de 1899 à 1903 soit 4 saisons : il joue 187 matchs, en gagne 145, concède 16 nuls, perd 26 parties et marque 369 points. Il arrête sa carrière à l'âge de 26 ans.

## Palmarès
- Triple couronne 1902

## Statistiques en équipe nationale
- 12 sélections
- 9 points (3 essais)
- Sélections par année : 1 en 1896, 2 en 1899, 2 en 1900, 2 en 1901, 2 en 1902, 3 en 1903